# Falk Schettler
Falk Schettler (* 7. Februar 1968 in Schwerin) ist ein deutscher Musikjournalist und Restaurantbetreiber.

## Leben
Nach der Lehre zum Facharbeiter für Datenverarbeitung im DVZ Schwerin betätigte Schettler sich hauptsächlich als Musiker. Er war Mitbegründer der Schweriner Band Einriss, spielte aber auch als Gast unter anderem 1988 bei Feeling B während der Dreharbeiten zu Flüstern und Schreien.
Er gründete 1992 das Label Kessel Records, mit dem er im selben Jahr das Album Saddle Up des Schweriner Musikprojektes First Arsch veröffentlichte; zu dem Projekt gehörten während der Albumproduktion unter anderem die heutigen Rammstein-Musiker Till Lindemann, Richard Z. Kruspe und als Gast Paul Landers. Schettler gestaltete von 1993 bis 1998 die Hörfunksendung Röhrenradio und war später als Autor und Realisator für das NDR Fernsehen tätig.
1996 gründete Schettler das Label TOASTER und veröffentlichte zwei Singles des Dance-Projektes Shazam aus Wismar. Die bei Intercord erschienene erste Single No Guarantee konnte sich in den deutschen Charts nicht durchsetzen. Im Jahr 1996 wurde Shazam Förderband des Senders Antenne MV. Intercord konnte sich nicht zu einer Neuveröffentlichung entschließen, sodass Schettler kurzerhand die Lizenz erwarb und die Single neu veröffentlichte. Allein in Mecklenburg-Vorpommern verkaufte sich der Tonträger knapp 3000 Mal.
Während seiner Hörfunkzeit war Falk Schettler auch als Juror beim John Lennon Talent Award tätig. Seit 2004 arbeitet Schettler vornehmlich als Filmemacher und Autor. Bei der Landtagswahl in Mecklenburg-Vorpommern 2016 war er Spitzenkandidat der Kleinpartei Allianz für Fortschritt und Aufbruch.
Von 2020 bis 2024 führte er das Restaurant „Strandperle Zippendorf“ in Schwerin.
Seit 2021 produziert Falk Schettler verschiedene Naturkosmetikprodukte und vermarktet sie europaweit unter eigenem Namen. 

## Schriften
- Das stärkste Bild zuerst, Banzkow, Adebor, 2013

## Auszeichnungen
- 2016: Intermedia Globe Silver Award beim WorldMediaFestival in Hamburg für den Werbefilm "Schutz durch Nutzung"